# 蒂納科
09°42′N 68°26′W / 9.700°N 68.433°W

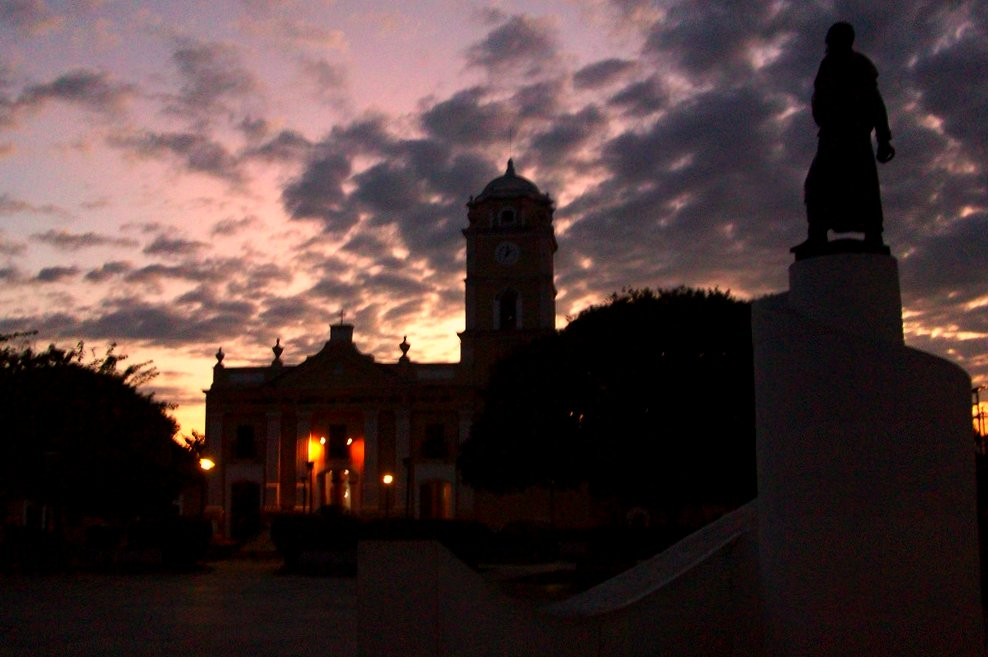

蒂納科（西班牙語：Tinaco），是委內瑞拉的城鎮，位於該國西部科赫德斯州，是蒂納科市的首府，面積1,098平方公里，海拔高度152米，主要經濟活動是農業和畜牧業。